# Rasŏn
Rasŏn (kor. 라선, dawniej Rajin-Sŏnbong) – miasto w północno-wschodniej Korei Północnej, przy granicy z Rosją. Zostało formalnie wyłączone w 1993 roku z prowincji Hamgyŏng Północny. Nazywało się wówczas "Rajin-Sŏnbong", w 2000 roku nazwę skrócono do "Rasŏn". W wymowie południowokoreańskiej, początkowe "R" w nazwie wymawia się jako "N". W 2008 roku liczba ludności wynosiła 196 954.
Miasto jest stolicą Specjalnej Strefy Ekonomicznej Rajin-Sonbong.